# Разведывательный и ситуационный центр Европейского союза
Разведывательный и ситуационный центр Европейского союза (англ. EU Intelligence and Situation Centre, EU INTCEN) — основной орган внешней разведки Европейского союза, объединяет все спецслужбы стран союза.
Основной функцией является сбор и анализ информации о деятельности иностранных организаций и граждан. Основной орган внешней разведки и контрразведки Евросоюза

## История
Разведывательный и ситуационный центр Евросоюза (ЕС INTCEN) имеет свои корни в Политика европейской безопасности и обороны с 1999 года, которая собрал группу аналитиков, работающих на открытых источниках под руководством Высокого представителя Хавьер Солана. В момент основания назывался Совместный ситуационный центр.
В результате террористических атак на Нью-Йорк и Вашингтон 11 сентября 2001 года, Солана решил использовать существующий Совместный ситуационный центр, чтобы начать производить разведки на основе сбора секретной информации.
В 2002 году Ситуационный центр начал служить форумом для обмена информацией между службами внешних разведок Франции, Германии, Италии, Нидерландов, Испании, Швеции и Великобритании.
По просьбе Солана Совет Европейского союза договорился в июне 2004 года создать контртеррористической отдел. Этому отделу была поставлена задача проводить контртеррористическую разведку и операции по поддержке спецслужб стран Евросоюза.
С 2005 года Центр стал называться Ситуационный центр ЕС. В 2012 году он был официально переименован как Разведывательный и ситуационный центр ЕС (INTCEN ЕU).

## Главы
| Главы разведки ЕС     | Главы разведки ЕС | Главы разведки ЕС | Главы разведки ЕС |
| Имя                   | Страна            | Начало полномочий | Конец полномочий  |
| --------------------- | ----------------- | ----------------- | ----------------- |
| Уильям Шапкотт        | Великобритания    | 2001              | 2010              |
| Илкка Салми           | Финляндия         | 2011              | 2015              |
| Герхард Конрад        | Германия          | 2015              | 2019              |
| Жозе Казимиру Моргаду | Португалия        | 2019              |                   |